# Salomon Flohr
Salomon Flohr, ros. Саломон Михайлович Флор (ur. 21 listopada 1908 w Horodence na Ukrainie, zm. 18 lipca 1983 w Moskwie) – żydowski szachista reprezentujący Czechosłowację i Związek Radziecki, jeden z najsilniejszych zawodników w latach 30. XX wieku.

## Życiorys

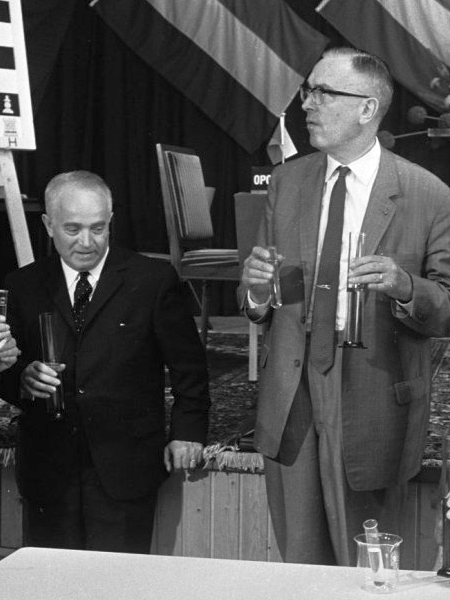
Salomon Flohr (z lewej) oraz Max Euwe, Bladel 1969

Podczas I wojny światowej jego rodzice zginęli w pogromie, a Salo wraz ze starszym bratem znaleźli bezpieczny azyl w rodzinie zastępczej w Czechosłowacji. Po wygraniu kilku lokalnych turniejów w Pradze, za namową Akiby Rubinsteina Flohr zadebiutował na arenie międzynarodowej w 1929 roku, zajmując drugie miejsce za Rubinsteinem na turnieju w Słowenii. Ten sukces zadecydował o dalszym losie Flohra, który postanowił zostać zawodowym szachistą.
Przez następne dziesięć lat Flohr był najaktywniejszym profesjonalnym szachistą na świecie, uczestnicząc w pięćdziesięciu turniejach, z których zaledwie pięć ukończył na dalszej niż trzeciej pozycji. Był godnym przeciwnikiem najsłynniejszych szachistów, mistrzów świata Emanuela Laskera, Jose Raula Capablanki, Aleksandra Alechina, Maksa Euwego i Michaiła Botwinnika. Wśród największych jego sukcesów były zwycięstwa w turniejach w Hastings (czterokrotnie od 1931 do 1934 roku), Moskwie (1935, wspólnie z Botwinnikiem, przed Capablanką i Laskerem), Margate (1936, przed Capablanką), Podiebradach (1936, przed Alechinem), Kemeri (1937, wspólnie z Petrovsem i Samuelem Reshevskym, przed Paulem Keresem i Alechinem) oraz ponownie w Kemeri w 1939 roku. W tym czasie rozegrał również serię meczów, z których dwa zremisował (z Euwem i Botwinnikiem), pozostałe wygrywając.
Flohr reprezentował Czechosłowację na pięciu kolejnych olimpiadach. Razem z drużyną zdobył brązowy medal w Pradze (1931) i srebrny w Folkestone (1933) oraz dwa złote i dwa brązowe medale indywidualnie. Ogólny bilans jego występów na olimpiadach jest imponujący: +46 -8 =28 na pierwszej szachownicy.
W 1937 roku Alechin odzyskał tytuł mistrza świata w meczu rewanżowym z Euwem. Międzynarodowa Federacja Szachowa wyznaczyła wówczas Flohra jako oficjalnego kandydata do meczu o mistrzostwo świata przeciwko Alechinowi. Skomplikowana sytuacja międzynarodowa, zajęcie Czechosłowacji przez Niemcy i wybuch II wojny światowej ostatecznie pokrzyżowały te plany. Flohr musiał szukać schronienia poza granicami Czechosłowacji, po krótkim pobycie w Szwecji wyjechał do Związku Radzieckiego. W 1942 roku otrzymał radzieckie obywatelstwo.
Po wojnie Flohr przystąpił do rozgrywek o mistrzostwo świata. Pierwszy turniej międzystrefowy w 1948 roku ukończył na IX miejscu i awansował do turnieju pretendentów w Budapeszcie. Nie odzyskał już jednak tak wysokiej formy, jaką cieszył się przed wojną, w turnieju tym dzieląc ostatnie miejsce. W roku 1950 otrzymał tytuł arcymistrza. Z upływem lat coraz rzadziej brał udział w turniejach, coraz więcej czasu i uwagi poświęcając dziennikarstwu. Wciąż miał renomę gracza bardzo trudnego do pokonania, lecz coraz łatwiej można było z nim zremisować. Dzięki doskonałej znajomości szachów na najwyższym poziomie cieszył się dużym autorytetem jako szachowy sędzia międzynarodowy.
Według retrospektywnego systemu Chessmetrics, najwyżej sklasyfikowany był w marcu 1935 r., zajmował wówczas 2. miejsce na świecie (za Aleksandrem Alechinem).